# 堀祥
堀 祥（ほり さち、生年不明 － 天正6年（1578年））は、戦国時代の武将。立花氏の家臣。諱は祥。通称は越後守。入道号は東雲軒玉隠。妻は渡辺宮内直の娘。子は堀秀（仙千代、八郎、又介、次郎右衛門）、堀盛（六右衛門)、内田虎頼（喜介）の妻、杉森貞胤（内蔵介）の妻。立花氏の家老兼博多押を勤める。道雪七家老の第二座。

## 出自
本姓は源氏。先祖は摂津国堀江の堀江氏で後に堀氏に改姓したという。家紋は扇内三星フンドウ。

## 経歴
永禄年中に豊後国藤北において戸次鑑連に召し出され、知行15町を与えられる。永禄10年（1567年）対秋月種実の休松の戦いや永禄11年（1568年）立花鑑載討伐の立花山城攻防戦などに参戦した。元亀2年(1571年)に鑑連が立花氏名跡を継承して筑前国立花山城に移ると鑑連に御供する。後に家老役兼博多押となり博多に居住する。天正6年(1578年)に病没。家は長男の秀が相続。